# Gammaspektroskopie

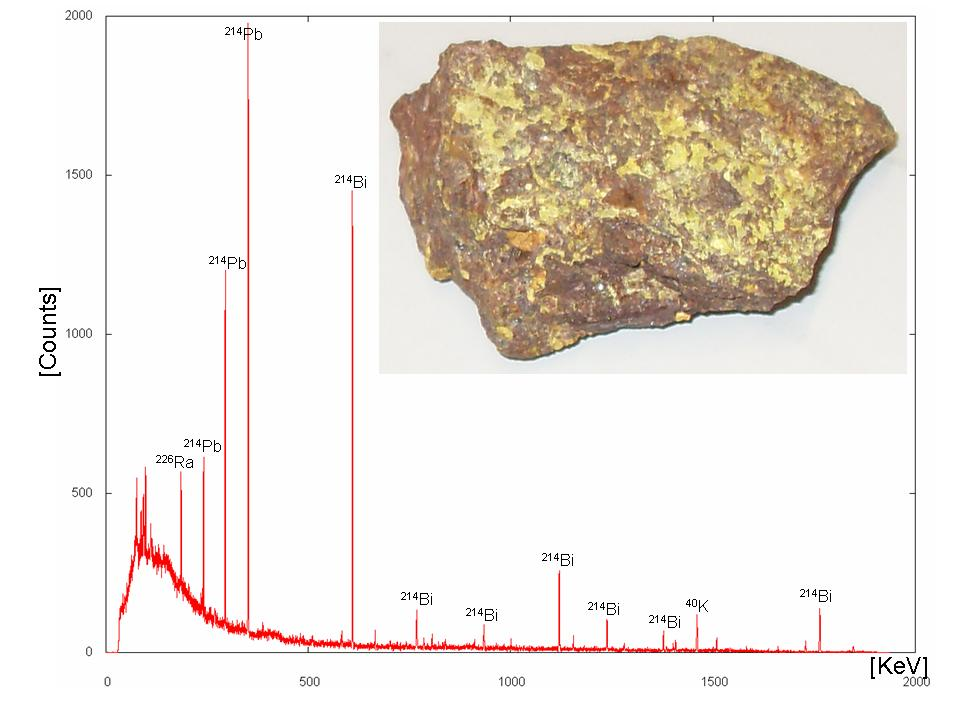
Gammaspektrogramm von Uranerz gemessen mit einem Germanium-Halbleiterdetektor. Die Peaks zeigen die Anwesenheit der langlebigen Nuklide ^{226}Ra, ^{214}Pb, ^{214}Bi aus der Uran-Radium-Reihe.

Gammaspektroskopie ist die Messung des Spektrums der Gammastrahlung einer radioaktiven Strahlungsquelle. Gammaquanten haben nicht beliebige, sondern bestimmte (diskrete), für das jeweilige Radionuklid charakteristische Energien, ähnlich wie in der optischen Spektroskopie die Spektrallinien für die in der Probe enthaltenen Stoffe charakteristisch sind. Deshalb ist die Gammaspektroskopie eine wichtige Methode zur Untersuchung radioaktiver Substanzen, beispielsweise radioaktiver Abfälle, um über deren Behandlung entscheiden zu können.
Einige Gammaspektrometer werden unter der Bezeichnung Radionuclide Identifying Device kommerziell angeboten. Es handelt sich dabei um Geräte zum Identifizieren eines Gammastrahlers, nicht zur quantitativen Messung der Aktivität.
Man kann genauer unterscheiden zwischen der
- Gammaspektroskopie, die als qualitative Messung anzeigt, welche Nuklide vorhanden sind,
- und der Gammaspektrometrie, die die Aktivität der einzelnen Nuklide quantitativ bestimmt.

Die Bezeichnungen werden aber nicht ganz einheitlich benutzt. Das Gerät wird allgemein Gammaspektrometer, nicht „Gammaspektroskop“ genannt.

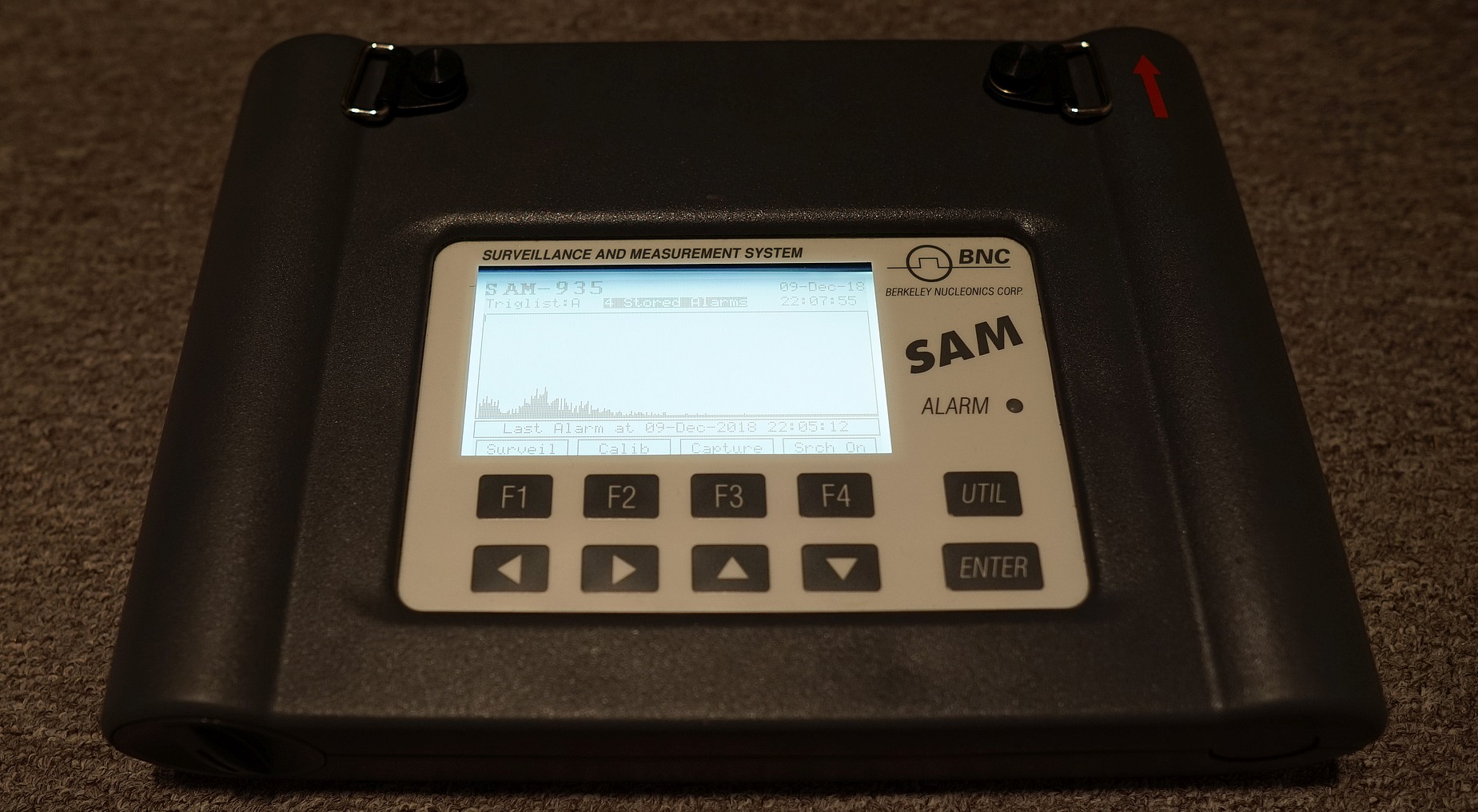
Handliches Gammaspektrometer zum Identifizieren eines Gammastrahlers

## Aufbau eines Gammaspektrometers

### Detektor

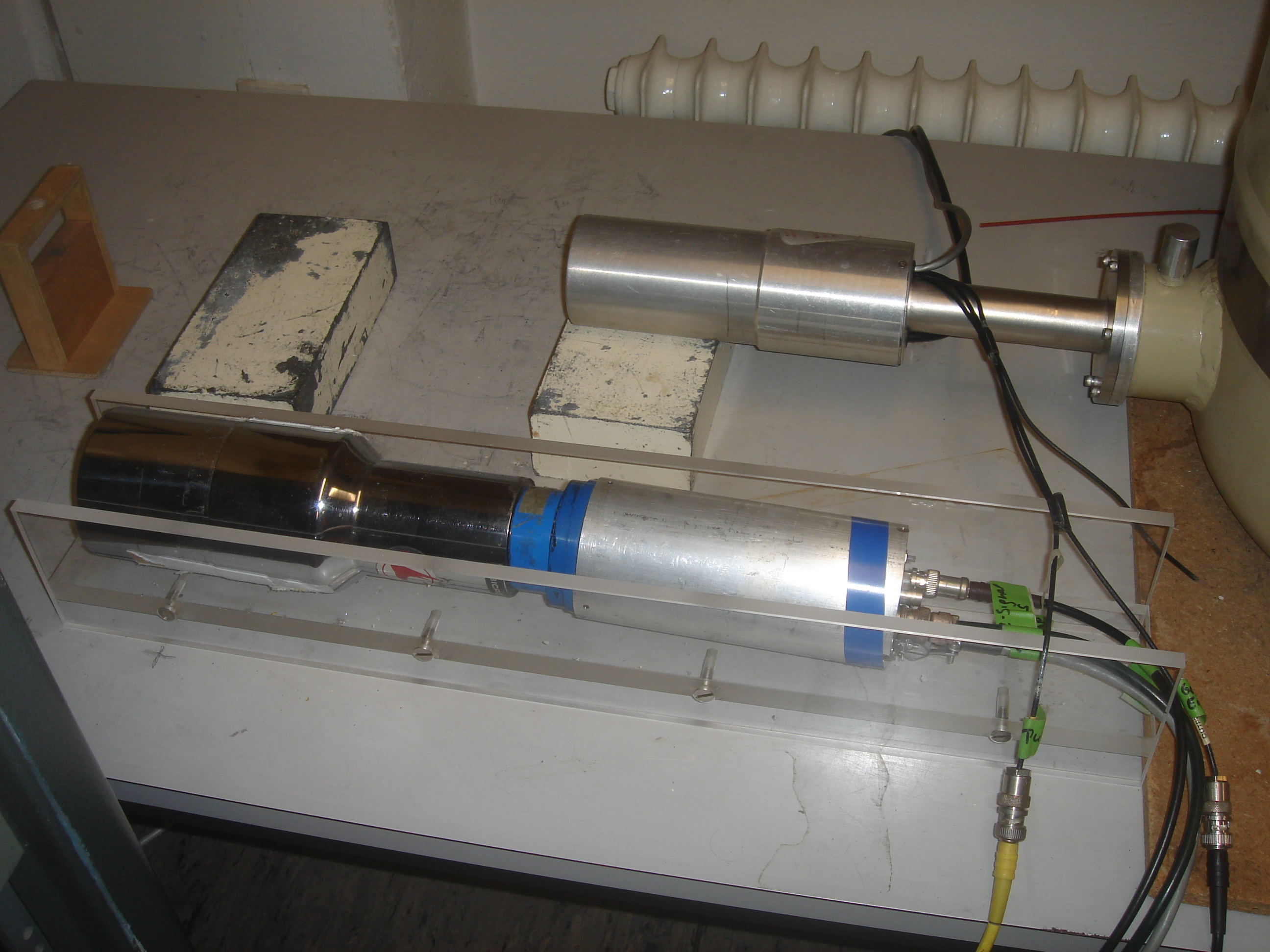
Ein Halbleiterdetektor, der als „Arm“ aus einem Dewar (Kühlgefäß) herausragt (im Hintergrund) und ein Szintillationsdetektor (im Vordergrund).

Hauptteil der Messapparatur, des Gammaspektrometers, ist ein geeigneter Strahlungsdetektor. Für die meisten Gammastrahler mit ihren Energien zwischen etwa 50 keV und einigen MeV eignen sich am besten Halbleiterdetektoren aus hochreinem Germanium (High Purity Germanium, Kurzbezeichnung HPGe) oder auch weniger reinem, mit Lithium dotiertem („gedriftetem“) Germanium (Kurzbezeichnung Ge(Li)). Für den Energiebereich unterhalb 50 keV eignen sich lithium-gedriftete Silizium-Detektoren (Kurzbezeichnung Si(Li)).
HPGe-Detektoren werden im Betrieb zur Vermeidung der von thermischen Vorgängen erzeugten Hintergrundsignale („Wärmerauschen“) mit flüssigem Stickstoff gekühlt. Die lithiumgedrifteten Detektoren benötigen diese Kühlung sogar ständig, auch während Lagerung und Transport.
Außer Halbleiterdetektoren werden auch Szintillationsdetektoren mit Einkristallen aus Natriumiodid oder Bismutgermanat (BGO) verwendet. Ihr Vorteil ist, dass sie mit größeren Abmessungen als die Halbleiterdetektoren hergestellt werden können, so dass eine höhere Ansprechwahrscheinlichkeit des Detektors erreicht wird. Diese ist wichtig, wenn Strahlung sehr geringer Intensität gemessen werden soll, etwa bei der Untersuchung von Personen auf Radioaktivität im Körper. Szintillationsdetektoren brauchen keine Kühlung. Ihr Nachteil ist das wesentlich geringere Energieauflösungsvermögen (siehe unten).

### Aufzeichnung des Spektrums

Gammaspektrum von ^{60}Co (Photopeaks bei 1173 und 1332 keV), gemessen mit einem Germanium-Halbleiterdetektor.

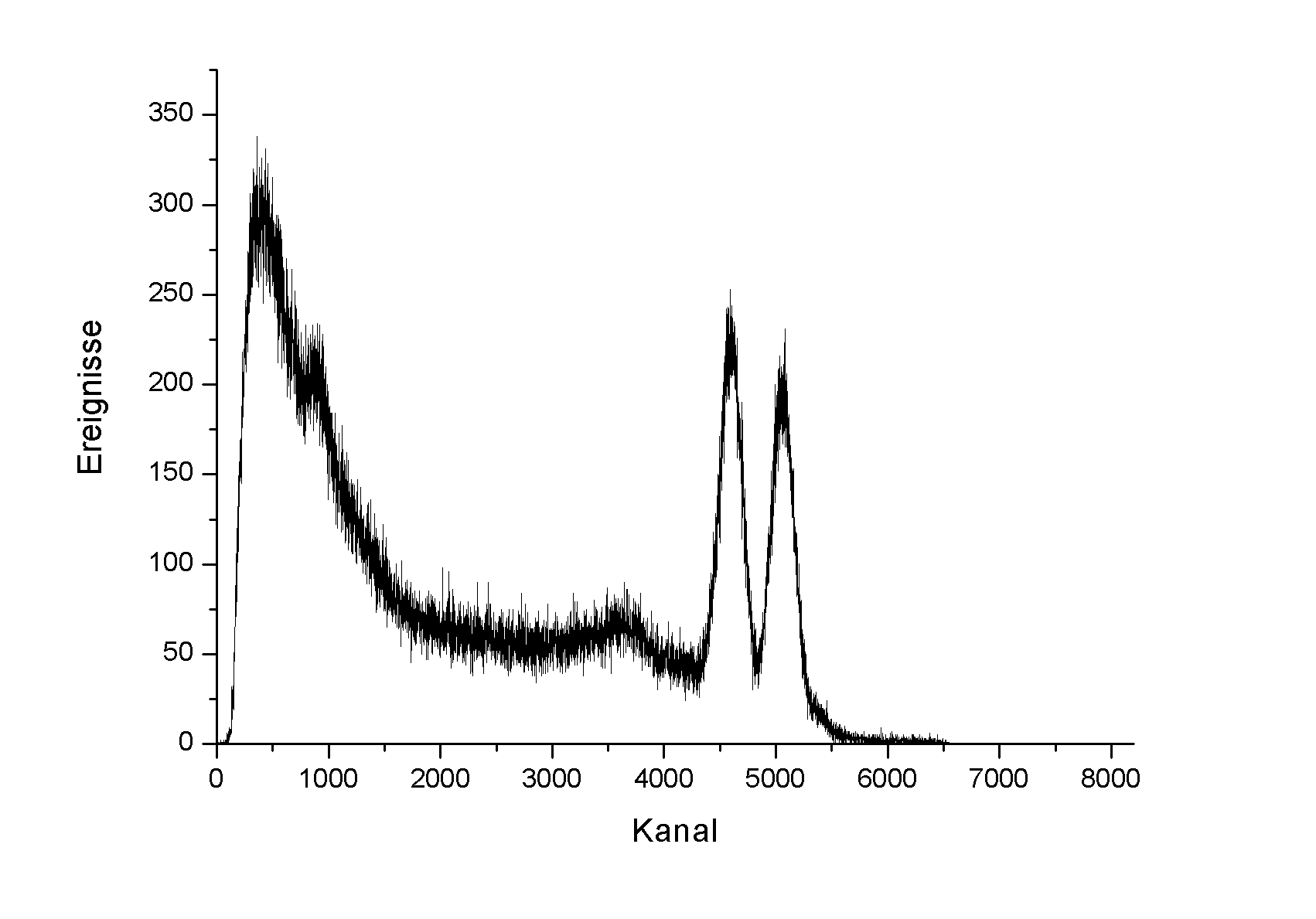
Gammaspektrum derselben ^{60}Co-Probe wie im oberen Bild, gemessen mit einem Szintillationsdetektor. Die Photopeak-Maxima liegen bei anderen Kanalnummern, weil der Energiekalibrierungsfaktor etwas anders gewählt wurde. Der Peak bei niedrigen Kanalzahlen hat keine spektroskopische Bedeutung, sondern kommt durch unvermeidbare Nebeneffekte zustande.

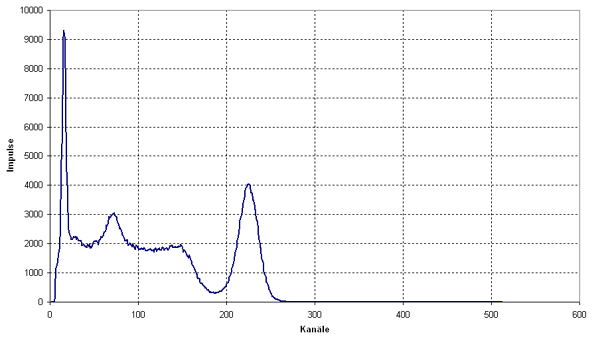
Gammaspektrum von ^{137}Cs, gemessen mit einem Szintillationsdetektor. Rechts der Photopeak bei 662 keV. Die kleineren Peaks links sind auch hier ein Nebeneffekt der Apparatur.

Die vom Detektor erzeugten elektrischen Impulse werden zur Gewinnung des Spektrums über einen Verstärker meist einem Vielkanalanalysator zugeführt. In einfachen Fällen, etwa zu Lernzwecken in Unterrichtslaboratorien, kann stattdessen auch ein Einkanalanalysator mit einem nachgeschalteten elektronischen Zählwerk verwendet werden; hierbei wird das Spektrum zeitlich nacheinander, Energiebereich für Energiebereich, registriert. Die Einkanalmethode liefert daher ein unverzerrtes Spektrum nur bei solchen Nukliden, deren Halbwertszeit lang im Vergleich zur Dauer der Messung ist.
In der Darstellung des Spektrums wird normalerweise die Energie waagerecht (als Kanalnummer) und die Intensität senkrecht (als Kanalinhalt) aufgetragen.
Die nebenstehenden Abbildungen zeigen Spektren von 137Cs und 60Co.

## Quantenenergie und Impulshöhe
Es gibt im Wesentlichen drei verschiedene Prozesse, durch die ein Gammaquant Ionisation und damit einen Detektorimpuls hervorrufen kann. Dabei ergeben schon Quanten einer einheitlichen Energie eine charakteristische Verteilung von Impulshöhen. Nur die größte dieser Impulshöhen – das lokale Maximum im Spektrum, das der gesamten Energie des Quants entspricht, der Photopeak oder Full Energy Peak (FEP) – wird für die Spektroskopie herangezogen. Diejenigen Impulse, die weniger als der vollen Energie entsprechen, bilden das zu diesem FEP gehörende Compton-Kontinuum.
In den Abbildungen ist dieser kontinuierliche Teil mit weiteren, darauf aufsitzenden Peaks deutlich sichtbar. Peaks auf dem Kontinuum können durch andere Effekte zustande kommen oder auch die FEP zu weiteren im Spektrum vertretenen Gammaenergien sein; in diesem Fall bringt jeder von ihnen wiederum „sein“ Comptonkontinuum mit. Deshalb steigt der Untergrund im registrierten Spektrum – der von der jeweiligen Peakfläche abgezogen werden muss – mit fallender Energie immer mehr an.

## Messgrößen Energie und Intensität
Gemessen werden sowohl die Energie jedes registrierten Photons als auch die Intensität jeder Spektrallinie. Um Nuklide zu identifizieren und beispielsweise ihre Aktivität bestimmen zu können, muss das Spektrometer hinsichtlich beider Messgrößen kalibriert sein.

### Energie-Kalibrierung
Die Energie-Kalibrierung erfolgt mit Hilfe der Gammaenergien bekannter Nuklide eines Präparates. Unter Umständen genügen auch bekannte Gammaenergien des aus der Umgebung herrührenden Strahlungs-„Untergrundes“ wie z. B. die Linie des 40K bei 1461 keV und die Annihilationslinie von Positronen aus der sekundären kosmischen Strahlung bei 511 keV. Die Impulshöhe (Kanalnummer) entspricht meist (besonders bei HPGe-Detektoren) so genau linear der Photonenenergie, dass zwei Gammalinien als Kalibrierungspunkte ausreichen, um die Zuordnung Kanalnummer-Energie für das gesamte Spektrum zu erhalten.

### Intensitäts-Kalibrierung
Das Intensitätsmaß ist die Zählrate (Zahl der Impulse pro Zeitspanne) bei einer Quanten-Energie (graphisch: die Fläche unter dem jeweiligen Photopeak). Die interessierende Größe ist entweder die Flussdichte der Photonen am Ort des Detektors oder – meistens – die Aktivität des betreffenden Nuklids in der gemessenen Probe. Soll eine dieser Größen absolut bestimmt werden, muss die Zählausbeute oder Ansprechwahrscheinlichkeit des Detektors als Funktion der Gamma-Energie kalibriert werden.
Dazu sind Messungen mit Kalibrierungs-Standards bekannter Zusammensetzung UND Aktivität erforderlich, die man beispielsweise von der Physikalisch-Technischen Bundesanstalt (PTB) beziehen kann. Solche Standards emittieren Gammaquanten verschiedener Energien. Die damit gemessenen Zählraten ergeben Messpunkte, aus denen für den Bereich zwischen der niedrigsten und der höchsten bei der Kalibrierungsmessung verwendeten Gammaenergie durch rechnerische (früher grafische) Interpolation eine Kalibrierungskurve gewonnen wird. Die Ansprechwahrscheinlichkeit außerhalb dieses Bereiches ist damit nicht kalibrierbar, weil die dann erforderliche EXTRApolation keine ausreichende Genauigkeit liefern würde. Die Intensitäts-Kalibrierungskurve ist nicht linear.
Da die Energien der Kalibrierungslinien ohnehin bekannt sein müssen, ergibt sich bei einer solchen Intensitäts-Kalibrierung zwangsläufig zugleich die Energie-Kalibrierung.

### Unechte Spektrallinien
Zusätzlich zu den Photopeaks, die den Energien der einfallenden Gammaquanten entsprechen, können durch verschiedene unvermeidliche Nebeneffekte weitere Maxima im Spektrum entstehen, die nicht mit wirklichen Gamma-Spektrallinien verwechselt werden dürfen (siehe Abbildungen). Ein Beispiel hierfür sind Escapelinien.

## Energieauflösung
Die Energieauflösung ist der kleinste Abstand zweier Energien, bei dem die beiden Photopeaks noch getrennt ausgewertet werden können. Sie entspricht etwa der Halbwertsbreite jedes Peaks. Halbleiterdetektoren erreichen eine Halbwertsbreite von unter 2 keV für 1332 keV, so dass auch noch sehr dicht liegende Gammalinien getrennt werden können. Bei einem Szintillationsdetektor ist dagegen beispielsweise, wie eine der Abbildungen zeigt, der 662-keV-Photopeak des 137Cs rund 70 keV breit. Szintillationsdetektoren sind daher vor allem dort geeignet, wo die Art des Nuklids bekannt ist und es weniger um eigentliche Spektroskopie als um die mengenmäßige Bestimmung geht.

### Digitale Auflösung
Um die Energieauflösung des Detektors auszunutzen, muss die digitale Auflösung, d. h. die Anzahl der Kanäle für die Registrierung des Spektrums, passend gewählt werden. Für einen Messbereich 0 bis 2 MeV oder 0 bis 4 MeV sind z. B. bei einem Halbleiterdetektor 4096 bzw. 8192 Kanäle sinnvoll; bei einem Szintillationsdetektor genügen 512 oder 1024 Kanäle. Eine unnötig hohe digitale Auflösung ist nicht günstig, denn durch Verteilen derselben Impulszahl auf mehr Kanäle entfallen entsprechend weniger Impulse auf jeden einzelnen Kanal, so dass die zufallsbedingte Unsicherheit (siehe Poisson-Verteilung) jeder dieser Zählraten sich vergrößert und die Deutlichkeit des aufgezeichneten Spektrums leidet.